# 仏心
仏心（ぶっしん）とは、仏（ほとけ）のこころ。大慈悲のことをいう。また、一切衆生に本来備わっている仏性のこと。仏心とは主体となる心（さとり）のこと。心主、心王（しんのう）ともいう。『観無量寿経』には「仏心者大慈悲是」（仏心というは大慈悲これなり）とある。
禅宗においては仏の悟りを指して仏心と呼ぶ。禅宗は仏の悟りを直に体得することを求めるので、経宗に対して別名仏心宗を称する。
仏性の意で用いられることもある。